# Хубер, Андреа
Андреа Хубер (нем. Andrea Huber; род. 9 мая 1975, Самедан, Граубюнден) — швейцарская лыжница, выступавшая за сборную Швейцарии с 1993 по 2004 год. Принимала участие в двух зимних Олимпийских играх, наибольшего успеха добилась на играх 2002 года в Солт-Лейк-Сити, где удостоилась бронзовой награды за эстафету 4 х 5 км. Здесь же показала лучший свой результат в индивидуальных олимпийских соревнованиях, приехав двадцать седьмой с спринтерской гонке на 1,5 км.
Лучший финиш на чемпионатах мира показала в 1997 году в гонке на 5 км, когда приехала семнадцатой, спустя два года повторила тот же результат в той же дисциплине. Неоднократно принимала участие в Куке мира, однако не смогла получить на этом турнире ни одного подиума. Всего за карьеру на разном уровне Хубер выиграла четырнадцать гонок.
Кроме лыжного спорта любит слушать музыку и заниматься виндсёрфингом.